# Obstructive sleep apnea
La apnea obstructiva del sueño (AOS) consiste en episodios repetitivos de estrechamiento u obstrucción de la garganta durante el sueño. Los síntomas podrían incluir somnolencia diurna, ronquidos, breves periodos de interrupción de la respiración, nicturia y dolores de cabeza matutinos. Entre las complicaciones se incluyen enfermedades cardíacas, derrames cerebrales, diabetes y colisiones de vehículos automotores.
Los factores de riesgo incluyen el sobrepeso, el uso de sedantes, la hipertrofia de amígdalas, el tabaquismo, la congestión nasal y los antecedentes familiares. El mecanismo subyacente consiste en un descenso de la concentración de oxígeno, lo que causa que el paciente se despierte parcial o completamente. Los síntomas suelen ser notados primero por los familiares o amigos en vez del mismo paciente. El diagnóstico se hace en función del índice de apnea-hipopnea (IAH), el cual debe ser de al menos 5 por hora y registrado mediante polisomnografía o estudios del sueño en el domicilio. Se trata de un tipo de apnea del sueño junto con la menos frecuente apnea central del sueño.
La presión positiva continua (PPC) en las vías respiratorias (o CPAP, por sus siglas en inglés) es el tratamiento recomendado para personas con enfermedad de moderada a grave. Si bien mejora la somnolencia diurna y la calidad de vida, su efecto sobre el riesgo de enfermedad cardíaca o de muerte no está claro. Se recomienda también perder peso y evitar los sedantes. Existen otras opciones de tratamiento para quienes no toleran la PPC en las vías respiratorias, lo que incluye el uso de dispositivos de reposicionamiento mandibular o intervenciones quirúrgicas. La esperanza de vida de las personas afectadas suele ser menor, en especial si no toleran la PPC en las vías respiratorias.
La apnea obstructiva del sueño es frecuente y afecta a alrededor de mil millones de personas en el mundo. En los Estados Unidos se presenta en aproximadamente el 34 % de los hombres y el 17 % de las mujeres de mediana edad. Afecta con mayor frecuencia a personas mayores de 40 años. Algunos países restringen la capacidad de conducir de los afectados hasta que la afección esté bien controlada. En parte, el interés por la enfermedad creció a partir de la novela de Charles Dickens, Los documentos póstumos del Pickwick Club, de 1837; y su relación con la obstrucción de las vías respiratorias fue reconocida en la década de 1960.